# Gölbaşı, Selendi
Gölbaşı là một xã thuộc huyện Selendi, tỉnh Manisa, Thổ Nhĩ Kỳ. Dân số thời điểm năm 2011 là 208 người.